# Eric Cartman
Eric Theodore Cartman er en fiktiv karakter fra den amerikanske animerede tv-serie South Park. Han er en af de fire hovedpersoner sammen med Stan Marsh, Kyle Broflovski og Kenny McCormick. Han er ofte portrætteret som seriens skurk i opposition til sine venner, der almindeligvis kalder ham ved hans efternavn. Han debuterede på tv, da South Park blev sendt første gang den 13. august 1997. Han havde tidligere medvirket i The Spirit of Christmas-kortfilmene skabt af Trey Parker og Matt Stone i 1992 (Jesus vs Frosty) og 1995 (Jesus vs Santa).
Stemmeført af Trey Parker, er Cartman en overvægtig, forkælet, ubehagelig, rapkæftet, ond-viljet, selvisk og arrig fjerdeklasseselev, der bor med sin mor i den fiktive by South Park, Colorado, hvor han oftest har ekstraordinære oplevelser, der ikke er typiske for det konventionelle landsby-liv.
Cartman er en af de mest populære figurer i serien og er forblevet en af de mest genkendelige tv-karakterer lige siden South Park blev et hit i løbet af sin første sæson. Parker og Stone beskriver karakteren som "en lille Archie Bunker" og erklærer, at han er deres favorit karakter og den de identificere sig mest med. Gennem sine seksogtyve sæsoner, har South Park modtaget både ros og kritik for Cartmans tendens til at være politisk ukorrekt og chokerende profan. Fremtrædende publikationer og tv-kanaler har inkluderet Cartman på deres lister over de mest ikoniske tv- og tegneseriefigurer gennem tiderne.

## Rolle iSouth Park
Cartman går på South Park Elementary som en del af Mr. Garrisons fjerde klasse. I løbet af seriens første 58 episoder (1997, indtil fjerde sæson episode "4th Grade" i 2000), gik Cartman og de øvrige hovedpersoner i tredje klasse. Han er enebarn, der er opdraget af Liane Cartman, en promiskuøs enlig mor, der blev etableret i den anden sæson (1998) som en intersexual, der blev påstået at være Cartmans fader. Men i sæson 14-episoden "201" (2010) blev det senere afsløret at Liane faktisk er hans mor, og at hans sande biologiske far var Jack Tenorman, en fiktiv tidligere spiller for Denver Broncos, som Cartman havde sørget for blev dræbt i sæson fem-episoden "Scott Tenorman Must Die" (2001). Dette gør hans nemesis fra dette afsnit, Scott Tenorman, og ham selv, halvbrødre. 
Blandt showets hovedpersoner, bliver Cartman betegnet som den "tykke" og hans fedme er blevet en stadig kilde til fornærmelser fra andre figurer i hele serien. Cartman er ofte portrætteret som en antagonist eller skurk hvis handlinger sætter gang i begivenhederne, der tjener som hovedplottet i en episode. Andre børn og klassekammerater er fremmedgjorte af Cartmans ufølsomme, sexistisk, racistisk, homofobiske, antisemitiske, dovne, kvindefjendske, selvretfærdige og vildt usikker adfærd, men er lejlighedsvis påvirket af hans påtrængende, manipulerende og propagandistiske narrestreger. Af frygt for hans omdømme efter at have tabt en kamp til Wendy Testaburger i sæsonen 12-episoden "Breast Cancer Show Ever" (2008), får Cartman flere forsikringer klassekammeraterne om at deres mening om ham, allerede på det tidspunkt, var hvor det ikke kunne have været lavere.
Kyle, der er jødisk, er ofte modtager af bagvaskelse og anti-semitisk fornærmelser fra Cartman. De to har delt et fjendskab siden seriens begyndelse og deres rivalisering er blevet betydeligt mere udtalt som serien har udviklet sig, med Cartman selv rutinemæssigt udsætter Kyle for fysisk fare. Parker og Stone har sammenlignet forholdet med Archie Bunkers og Michael Stivics fra 1970'ernes sitcom All in the Family. Kyle har en tendens gå med til, hvad han mener er, sikre væddemål med Cartman, og han taber ofte disse væddemål, når det usandsynlige aktioner Cartman lover, bliver gennemført. Cartmans motivation i denne forbindelse er ikke blot økonomisk gevinst, men en besættelse med at vinde over Kyle – en fiksering, der i sidste ende spillede en stor rolle i underplottet til tre-dels-episoden "Imaginationland" (sæson 11, 2007). Cartmans vrede mod Stan er normalt forbeholdt når Cartman stolt udbryder hans had til både Stan og Kyle som en duo, og hans foragt for Stan som en person er normalt begrænset til hans ærgrelse over Stans følsomhed, kærlighed til dyr, og forholdet Stan deler med Wendy.
Cartman driller konstant Kenny fordi han er fattig og nedgør Kennys familie for at være på kontanthjælp. Han vil også bruge en akavet pause under en samtale som en mulighed for henkastet at minde Kenny om, at han hader ham. Kenny har tilkendegivet, at han opretholder et venskab med Cartman udelukkende af medlidenhed, fordi sidstnævnte ikke kan føle kærlighed. Cartman skælmske behandling af Butters og forholdet duoen deler, har modtaget betydelig fokus i de seneste sæsoner af serien. Denne skyldes for en stor del at Parker begunstiger de gange de to er sammen på skærmen og han hævder at det er de scener han nyder at skrive mest. 
Flere episoder centerer omkring Cartmans grådighed og hans bliv-rig-hurtig ordninger, selv om hans talrige forsøg på at opnå rigdom generelt ikke lykkes. Hans ekstreme foragt for hippier tjener til at satirisere de modkulturen i 1960'erne og dens indflydelse i det moderne samfund, samtidig med at det afspejler Parkers rigtige antipati overfor hippier. Selv om handlingen sædvanligvis udføres af Stan eller Kyle vil Cartman lejlighedsvis overveje de erfaringer, han har opnået i løbet af en episode med en tale, der ofte begynder med "You know, I've learned something today ...".

## Karakter

### Kreation og design
En forløber for Cartman dukkede første gang op i den første The Spirit of Christmas-kortfilm, kaldet Jesus vs Frosty, skabt af Parker og Stone i 1992, mens de var studerende på universitetet i Colorado. I kortfilmene blev Cartman faktisk kaldt "Kenny", og catchphrasen "Oh my god, they killed Kenny!" blev udbrudt da karakteren der repræsenterer Cartman blev dræbt af en ond snemand. Karakteren var sammensat af pap-udklip og animeret ved brug af stop motion. Da vennen ven Brian Graden, tre år senere, gav dem opgaven med at lave en anden kortfilm som et video-julekort han kunne sende til venner, lavede Parker og Stone en anden ligeledes-animeret The Spirit of Christmas-kortfilm, kaldet Jesus vs Santa. I denne kortfilm, optræder hans karakter første gang som han gør i serien, og er givet navnet "Cartman", mens karakteren Kenny vises, som den karakter er portrætteret i dag og givet Cartmans moniker fra den foregående kortfilm. Cartman dukkede op den 13. august 1997, da South Park debuterede på Comedy Central med episoden "Cartman Gets an Anal Probe".
I tradition med showets animationsstil, består Cartman af enkle geometriske former og primære farver. Han har ikke de samme fritgående bevægelse i som håndtegnede karakterer, hans karakter kan for det meste kun vises fra kun én vinkel, og hans bevægelser er animerede i en bevidst ryk mode. Siden seriens anden episode, "Weight Gain 4000" (sæson et, 1997), er Cartman, ligesom alle andre figurer i showet, blevet animeret med computer-software, selvom han er portrætteret for at give det indtryk, at showet stadig udnytter sin oprindelige form.
Cartman er normalt afbildet iført vinter antræk, som består af en rød frakke, brune bukser, gul handsker/vanter og en gul-skygge turkis strik hue tilspidset med et gult pom-pon. Han har brunt hår, og han er set uden sin hat oftere end de andre figurer med særpræget hoved-tøj. Da han er overvægtig, hans krop er bredere, og hans hoved er animeret i en mere elliptisk form i modsætning til cirkulæret-formet hoveder på de øvrige børn i showet. En ekstra buet linje tegnes på hans lavere ansigt for at give indtryk af en dobbelthage.
Selv om han oprindelig havde stemmelagt Cartman uden computer-manipulation, gør Parker det nu ved at tale i sin normale vokale rækkevidde med en barn-lignende bøjning. Den registrerede audio bliver derefter redigeret med Pro Tools og banen er ændret for at få den stemmen til at lyde som en fjerdeklasses-elev. Parker siger for at opnå effekten af Cartmans stemme, bruger han simpelthen samme teknik, som når han lægger stemme til Stan, men "tilføjer en masse fedme til det".

## Karaktertræk
Han mener selv, han blot er kraftigt bygget og bliver nemt hidsig og bander hele tiden. Han kan også finde på at råbe til sine venner, at han hader dem. Når han kommer hjem fra skole, sidder han ofte og dovner på sofaen og ser fjernsyn eller spiller på sin xBox 360, som han elsker. Det vises i episoden "Tsst" i sæson 10 og i "Tonsil Trouble" i sæson 12.
Cartman bestemmer over sin mor, og han kan få hende til hvad som helst, bl.a. får han hende i afsnittet "Up The Down Steroid" hende til at hjælpe sig med at komme med til handicap-OL.
De har prøvet at få hjælp til deres problem derhjemme og henvendt sig til tv "nannys", men Cartman har drevet dem alle sammen til vanvid. Til sidst får de hjælp af "The dog whisperer", Cesar Milan.
Cartman yndlingsfilm er The Passion of the Christ. Cartman er i øvrigt nazist med Adolf Hitler som forbillede og derfor både driller og hader han Kyle fordi at han er jøde. I afsnittet "The Passion of the Jew" fik han folket med sig i South Park. Han talte tysk og klædte sig ud som Hitler.
Cartman er også et stort talent til at manipulere med andre mennesker og er aldrig bleg for at benytte det – altid til sin egen fordel. Hans far hedder Jack Tenorman. Hans mor hedder Liane Cartman og har bl.a. medvirket i pornofilm. Liane er også kendt for at have haft samleje, med rigtig mange mennesker, især fra South Park.

## Cartmans idoler
- Mel Gibson
- Adolf Hitler